# 니시오카 세이키치
니시오카 세이키치(일본어: 西岡 清吉, 1937년 5월 18일 ~ )는 일본의 전 프로 야구 선수이다. 고치현 출신이며 현역 시절 포지션은 내야수였다.

## 인물
조토 고등학교 시절에는 3루수로서 활약하여 1955년 춘계·하계 고시엔 대회에 출전했다. 춘계 선발 대회(제27회 선발 고등학교 야구 대회)에서는 2차전(첫 경기)에서 다카다 고등학교(나라현)에게 패했고 하계 선수권 대회(제37회 전국 고등학교 야구 선수권 대회)에서는 준준결승전에 진출했지만 이 대회에서 우승한 욧카이치 고등학교(미에현)의 다카하시 마사카쓰(후에 요미우리 자이언츠에서 활약) 투수에게서 0대 1로 완봉패를 당했다. 고교 시절 동료는 포수로 활약했던 도이 쇼스케가 있었다.
고교 졸업 후 도이와 함께 1956년 고쿠테쓰 스왈로스에 입단, 1959년에 주전 3루수로서 도이와 ‘키스톤 콤비’를 구성하는 등 개인 최다인 105경기에 출전했다. 하지만 1961년 도쿠타케 사다유키가 입단하면서 수비 위치를 3루수로 변경됐고 그 후에는 대타나 대기 내야수로 기용됐다. 1962년에는 대타로서의 타율 성적은 0.349를 남겼고 1965년에는 2루수로서 스기모토 기미타카와 병용되는 등 47경기에 선발 출전했지만 그 해 7월에는 오카지마 히로지가 한큐 브레이브스에서 트레이드로 입단하여 대기 선수로 되돌아갔다. 1966년에는 이스턴 리그에서 홈런왕을 차지했지만 정작 1군에서는 무안타에 그쳤다. 이듬해 1967년에는 1군에서 단 한 번도 출전 기회를 얻지 못한 채 그 해를 끝으로 현역에서 은퇴했다.
현역 시절에 만루 홈런을 때려낸 기록은 1959년 9월 8일 요미우리전에서의 기도 요시노리에게서, 1960년 8월 30일 주니치 드래곤스전에서 반도 에이지로부터 기록했다.

## 상세 정보

### 출신 학교
- 조토 고등학교(현: 고치 중학교·고등학교)

### 선수 경력
- 고쿠테쓰 스왈로스·산케이 스왈로스·산케이 아톰스(1956년 ~ 1967년)

### 등번호
- 38(1956년 ~ 1957년)
- 16(1958년 ~ 1967년)

### 연도별 타격 성적
| 연 도       | 소 속           | 경 기 | 타 석 | 타 수 | 득 점 | 안 타 | 2 루 타 | 3 루 타 | 홈 런 | 루 타 | 타 점 | 도 루 | 도 루 자 | 희 생 번 | 희 생 플 | 볼 넷 | 고 4 | 사 구 | 삼 진 | 병 살 타 | 타 율 | 출 루 율 | 장 타 율 | O P S |
| ----------- | --------------- | ----- | ----- | ----- | ----- | ----- | ------- | ------- | ----- | ----- | ----- | ----- | -------- | -------- | -------- | ----- | ---- | ----- | ----- | -------- | ----- | -------- | -------- | ----- |
| 1956년      | 고쿠테쓰 산케이 | 15    | 19    | 17    | 0     | 3     | 0       | 0       | 0     | 3     | 0     | 0     | 0        | 0        | 0        | 2     | 0    | 0     | 1     | 0        | .176  | .263     | .176     | .440  |
| 1958년      | 고쿠테쓰 산케이 | 63    | 178   | 169   | 13    | 41    | 4       | 3       | 4     | 63    | 15    | 1     | 1        | 1        | 1        | 6     | 1    | 1     | 19    | 6        | .243  | .273     | .373     | .646  |
| 1959년      | 고쿠테쓰 산케이 | 105   | 266   | 249   | 23    | 59    | 8       | 2       | 6     | 89    | 28    | 2     | 2        | 4        | 5        | 6     | 0    | 2     | 31    | 4        | .237  | .261     | .357     | .618  |
| 1960년      | 고쿠테쓰 산케이 | 66    | 171   | 158   | 11    | 33    | 6       | 0       | 1     | 42    | 9     | 1     | 0        | 5        | 2        | 5     | 1    | 1     | 16    | 6        | .209  | .238     | .266     | .504  |
| 1961년      | 고쿠테쓰 산케이 | 38    | 46    | 44    | 2     | 8     | 0       | 1       | 0     | 10    | 3     | 0     | 0        | 0        | 0        | 1     | 0    | 1     | 8     | 2        | .182  | .217     | .227     | .445  |
| 1962년      | 고쿠테쓰 산케이 | 70    | 113   | 110   | 6     | 32    | 5       | 0       | 2     | 43    | 10    | 0     | 1        | 0        | 0        | 2     | 0    | 1     | 11    | 3        | .291  | .310     | .391     | .701  |
| 1963년      | 고쿠테쓰 산케이 | 62    | 52    | 50    | 0     | 9     | 1       | 0       | 0     | 10    | 2     | 0     | 1        | 1        | 0        | 1     | 0    | 0     | 6     | 5        | .180  | .196     | .200     | .396  |
| 1964년      | 고쿠테쓰 산케이 | 49    | 49    | 48    | 0     | 10    | 3       | 1       | 0     | 15    | 0     | 0     | 0        | 0        | 0        | 1     | 0    | 0     | 4     | 0        | .208  | .224     | .313     | .537  |
| 1965년      | 고쿠테쓰 산케이 | 93    | 203   | 194   | 7     | 35    | 3       | 0       | 1     | 41    | 10    | 0     | 1        | 0        | 0        | 7     | 0    | 2     | 19    | 6        | .180  | .217     | .211     | .428  |
| 1966년      | 고쿠테쓰 산케이 | 10    | 17    | 16    | 0     | 0     | 0       | 0       | 0     | 0     | 1     | 0     | 0        | 0        | 0        | 0     | 0    | 1     | 2     | 0        | .000  | .059     | .000     | .059  |
| 통산 : 10년 | 통산 : 10년     | 571   | 1114  | 1055  | 62    | 230   | 30      | 7       | 14    | 316   | 78    | 4     | 6        | 11       | 8        | 31    | 2    | 9     | 117   | 32       | .218  | .247     | .300     | .546  |

- 고쿠테쓰(고쿠테쓰 스왈로스)는 1965년 시즌 도중에 산케이(산케이 스왈로스)로 구단명을 변경